# 黑之召喚士
《黑之召喚士》是日本作家迷井豆腐所創作的輕小說系列。截至2024年10月，累積發行量超過270萬卷。改編電視動畫於2022年7月9日至9月24日播映。

## 角色列表
角色譯名皆以東立出版社的繁體中文版為準。

### 主要角色
凱爾文（Kelvin）　聲優：內山昂輝
本作主角。23歲，被玫璐妃娜使用【轉生召喚】技能而來的原異世界人，S級冒險者。由於“召唤士”这个职业非常稀有，对于各国来说他都是一位炙手可热的人才，對外都宣稱自己是魔導士，不會輕易暴露自己的真實職業。在穿越到異世界時，以記憶為代價換取強大的技能，所以沒有前世的記憶。個性極度好戰，在戰鬥中會異常興奮，為典型的戰鬥狂。只要遇到比自己更强大的敌人，他就会毫不犹豫地上前挑战。前任推測應該為日本人，喜歡吃米飯。擁有眾多後宮（因隊伍中女性成員眾多且都對他有好感）。
在眾多的召唤士中為最稀有的S級，可加成100點額外能力點數給契約同伴，而其他的召唤士通常都在B~C級，可加成10~20點額外能力點數左右而已，因此相對於凱爾文而言，其他召唤士對契約同伴的能力加成不明顯。
角色等級42，職業為「召喚士」，稱號「帕茲的英雄」。（隨著故事推進，角色等級到達95，稱號變更為「勇者之師」）
玫璐妃娜（Melfina）　聲優：上田麗奈
本作女主角之一。現任轉生神。由于凯尔文在失去记忆前对她发出了热烈邀请，于是她成为了凯尔文的属下。像是NPC一样指导凯尔文如何查看身份、职业和技能。由于神的身份作为属下召唤时，显现出实体需要消耗召唤士的庞大MP。後於凱爾文的房間內成功被召喚出來。十分痛恨前任的轉生神，現時實體化時所用的身體其實是被她殺死的前任轉生神的身體。結局與凱爾文結婚，平時以大老婆身分自居，收養了黑玫璐為自己的女兒。
角色等級86，職業為「女武神」，稱號「共鳴者」。
艾斐爾（Efil）　聲優：石見舞菜香
本作女主角之一。金发碧眼的半精靈，16歲。原奴隸，因自身有火龍王的詛咒而傷害身邊試圖接觸她的人，手接触到的任何东西都会被烧毁，因此被他人嫌棄，也因為不想再傷害更多人，而不敢接觸他人。後來因凱爾文買下她，並幫其解咒，而成為他的夥伴，因为她缺乏人际交往的经验，被凯尔文接纳时她异常感激，並且一起行動。經過不斷的冒險與訓練之後，目前在隊伍中為一名遠程支援型弓箭手，可以在弓箭上附魔，威力強大。
實際上是某個人(被吉魯多拉附身)與精靈露米爾的混血兒，但本人對此毫不知情。擅長烹飪，裁縫，平時喜歡穿著女僕裝行動。結局與凱爾文結婚。
角色等級38，職業為「武裝女僕」，稱號「完美女僕」。（隨著故事推進，角色等級到達93）
克洛索（Clotho）　聲優：蘭笛
史萊姆（暴食者型態），0歲，第一個和凱爾文結下契約的魔物。生活在凯尔文最初到达的“帕斯”的近郊平原。在成为凯尔文的属下后，通过“经验值共享化”以惊人的速度成长。虽然不会说话，但可以通过“下属网络”共享感情，以及通过抖动身体来表达自身想法。
據玫璐妃娜表示，進化後的克洛索是一種在數百年前將水國托勒傑差點毀滅的魔物，實力是準魔王級別。
角色等級不明，稱號「噬盡者」。
傑拉爾（Gerard）　聲優：秋元羊介
黑暗騎士，138歲，第二個和凱爾文結下契約的魔物。生前原本是已滅亡的國家阿爾卡爾王國的騎士長，由於來自位於西大陸的利賽亞帝國的精靈吉魯多拉帶來的傳染病，導致國家滅亡，也同時失去了妻子和女兒，自己也因此死後化為黑暗騎士在遺跡中徘徊，直到與凱爾文結下契約為止。性格豪爽且忠誠，十分溺愛琉珈。十分痛恨讓他失去國家、妻子和女兒的吉魯多拉。
在與凱爾文戰鬥前叫凱爾文小子，在與凱爾文結下契約後尊稱凱爾文為王。
戰鬥實力強大，可以使用破壞力極強的斬擊攻擊敵人，目前在隊伍中為一名近戰前鋒騎士。隨著故事的推進，因為等級再度提升的關係，進化成冥界騎士隊長。
角色等級80，職業為「黑暗騎士」，稱號「愛國的守護者」。
莎菈．巴力（Sera）　聲優：鈴木實里
本作女主角之一。21歲，惡魔族。魔王古斯塔夫的女兒。被魔王加以封印，魔王死后莎拉与比克托尔一起被传送到藏身之处。原本是长着角和翼的恶魔，但通过魔王古斯塔夫赠与的发饰，得以伪装成人。也许是因为从小当千金小姐来培养的缘故，不了解世情、认知也有偏差，但对餐桌礼仪很精通。經過訓練以及鍛鍊後成為一名前衛咒拳士，雙拳威力強大。擅長釣魚。結局與凱爾文結婚。
角色等級75，職業為「咒拳士」，稱號「魔王千金」。
莉歐（Rion）　聲優：宮本侑芽
本作女主角之一。14歲，稱號為「勇者」。本名佐伯理櫻，凱爾文在自從召喚玫璐妃娜之後第一位從異世界以【轉生召喚】所召喚的勇者，由於凱爾文以自身全部的MP召喚她，因此她是歷代最強的勇者。對外宣稱是凱爾文的妹妹。在凱爾文召喚她之前原本天生體弱多病，一生從沒有出過門，也因此沒上過學，唯一快樂的事就是看冒險小說。
角色等級65，職業為「輕劍士」，稱號「帕茲的勇者」。
在後日談中在學園都市路米艾斯特上學。
亞歷克斯（Alex）　聲優：森嶋秀太
雄性影狼，3歲，第三個和凱爾文結下契約的魔物，莉歐的拍檔。
角色等級45，稱號「勇者的拍檔」。
依莉　聲優：佐佐木未來
琉珈的母親。過去與女兒琉珈一同被盜賊集團「黑風」綁架，被凱爾文一行救出後應徵成為女僕。
琉珈　聲優：長繩麻理亞
依莉的女兒。過去與母親依莉一同被盜賊集團「黑風」綁架，被凱爾文一行救出後應徵成為見習女僕。個性開朗活潑。經過傑拉爾的鍛鍊後，其實力已超過一般的冒險者。
修托菈．特萊申（Shlota Trycen）　聲優：菱川花菜
本作女主角之一。軍國特萊申的公主，掌管特萊申暗部的將軍。由於被父親杰魯以技能「王之命」洗腦的副作用的關係，心智大幅倒退。在杰魯死後，配戴由玫璐妃娜製作的髮飾幻化作女孩，寄住在凱爾文的家中。結局與凱爾文結婚。
在後日談中交代是學園都市路米艾斯特的OG，曾經是該校的首席畢業生。

### 靜謐街帕茲
安潔（Ange）　聲優：稻垣好
表面上是靜謐街帕茲冒險者公會的接待員。在凱爾文最初到达的靜謐街帕茲的冒險者公會工作的人氣接待小姐。在公會會長的帶領下，向冒險者介紹委托，確認任務完成的情况。總是很在意接受高難度委托的凱爾文。總是很開朗，对凱爾文擺出一副姐姐的模樣。被冒險者們仰慕，隱藏的粉絲也不少。事實上是神之使徒的第8柱，神之使徒派來暗殺凱爾文而安插的刺客。戰敗後脫離神之使徒並成為凱爾文的奴隸。
克蕾亞（Claire）　聲優：杉山里穂
靜謐街帕茲旅館精靈歌亭的老闆娘。料理手藝非常好，凱爾文很喜歡她的料理，艾斐爾拜見其廚藝後全部學會。
烏爾德（Urd）　聲優：高橋伸也
靜謐街帕茲資深的C級冒險者，靜謐街帕茲冒險者公會的C級冒險者升等考試主考官，同時也是克蕾亞的老公。
卡歇爾（Kashell）　聲優：田丸篤志
靜謐街帕茲的D級冒險者，25歲，新人殺手。明明有B級冒險者的實力，卻為了追求更高的經驗值而以殺害新手冒險者維生，盯上剛升級為D級新手冒險者凱爾文為獵物，不料卻被凱爾文早一步識破，最終被凱爾文擊敗後送往監獄。
角色等級34，職業為「魔法劍士」，稱號「殺人鬼」。
吉姆爾（Gimuru）　聲優：蟹江裕介
卡歇爾的同夥，19歲。性格陰險卑鄙，見戰鬥對其不利就會背叛夥伴逃走，本想逃走卻被克洛索攔截擊敗，隨後與卡歇爾、拉吉一同送往監獄。
角色等級27，職業為「盜賊」，稱號「凶族」。
拉吉（Raji）　聲優：山根雅史
卡歇爾的同夥。性格衝動，被凱爾文擊敗後與卡歇爾、吉姆爾一同送往監獄。

### 冒險者公會
哥蒂安娜．普莉媞安娜（Goldiana）
S級冒險者，稱號為「桃鬼」。外表是一名身材魁梧、渾身肌肉、滿臉鬍渣、身穿女裝的男性。跨性別者，肉體是男性內心是女性，喜歡傑拉爾。
希爾維亞（Silvia）
S級冒險者，稱號為「冰姬」。真名為路諾亞．維多利亞，前軍國特萊申魔法騎士團的將軍，與修托菈是好友。
在後日談中交代是學園都市路米艾斯特的OG。
愛瑪
希爾維亞的同伴。

### 神皇國迪拉密斯
菲力普·迪拉密利烏斯
現任神皇國迪拉密斯的教皇，柯蕾特之父。賽爾修勇者時期的同伴。
柯蕾特·迪拉密利烏斯　聲優：釘宮理惠
迪拉密斯的巫女，執行勇者召喚的人。對玫璐妃娜的崇拜已到達瘋狂的程度。當見到凱爾文所召喚的玫璐妃娜後，更是激動到狂噴鼻血。
在後日談中交代是學園都市路米艾斯特的OG。

#### 刀哉一行
由柯蕾特以【轉移召喚】從日本召喚而來的勇者們所組成的勇者小隊，目前正踏上討伐魔王的旅途。
神崎刀哉　聲優：前田誠二
由柯蕾特從日本召喚而來的勇者，18歲，擅長二刀流。典型的幸運色狼。個性衝動，經常闖禍，結果總是由同伴刹那負責善後。
角色等級53，職業為「劍聖」，稱號「異世界的勇者」。
志賀刹那　聲優：千春
由柯蕾特從日本召喚而來的勇者，18歲，擅長拔刀術。個性認真，經常要為刀哉善後。
角色等級52，職業為「武士」，稱號「異世界的勇者」。
水丘奈奈　聲優：高尾奏音
由柯蕾特從日本召喚而來的勇者，18歲，擅長召喚術。
角色等級48，職業為「訓獸師」，稱號「異世界的勇者」。
姆恩　聲優：林鼓子
水丘奈奈召喚的火龍。
黒宮雅　聲優：村上真夏
由柯蕾特從日本召喚而來的勇者，18歲，刀哉一行當中最文靜的少女，對於自己稍顯貧乏的身材相當在意，擅長魔法。擁有四分之一俄羅斯血統。曾被凱爾文「借」走固有技能【並列思考】。
角色等級53，職業為「黑魔導士」，稱號「異世界的勇者」。

### 軍國特萊申
杰魯·特萊申　聲優：斧篤志
58歲，軍國特萊申國王，以技能「王之命」對包括女兒修托菈在內的幹部洗腦。由於他持有技能【天魔波旬】（魔王的獨有技能，能夠免疫勇者小隊以外的人的一切攻擊；其副作用是扭曲持有者的人格，並把其邪惡的一面擴大），因而被玫璐妃娜認證為魔王。最後被凱爾文一行聯手討伐。
阿茲葛拉德·特萊申　聲優：古川慎
軍國特萊申的第一王子。龍騎兵團的將軍。十分溺愛妹妹修托菈，同時對自己的部下不分種族皆一視同仁。性格上與凱爾文同樣是戰鬥狂。在杰魯被討伐後成為軍國特萊申的實質統治者。
塔布拉　聲優：白石稔
軍國特萊申的第三王子。由於實力不濟，而被剝奪王位繼承權。到靜謐街帕茲冒險者公會尋找身手高強的冒險者幫助他重返王位競爭的行列，但有眼無珠招惹凱爾文後被凱爾文教訓了一頓。
丹·達巴　聲優：楠見尚己
軍國特萊申鋼鐵騎士團的將軍。
金恩·達巴　聲優：真野拓實
軍國特萊申鋼鐵騎士團的副官。丹的獨生子。後來其身體被吉魯多拉奪取。
庫萊夫·提拉傑　聲優：蒼井翔太
軍國特萊申魔法騎士團的將軍。異世界轉生者，18歲，長相美麗，個性自戀、好色。在進攻妖精之之鄉時看上了艾斐爾的美貌，企圖佔有對方卻被凱爾文擊敗，戰敗後被崔斯坦操控的魔法騎士團士兵以實驗為由刺入大量的魔劍，對外被崔斯坦宣佈已戰死，魔法騎士團也被崔斯坦篡奪。
角色等級91，職業為「綠魔導士」，稱號「魔法騎士團將軍」。

### 魔族
古斯塔夫．巴力
上級惡魔族。前任魔王，莎拉的父親。為了保護莎拉而故意隱藏其存在。實際上是溺愛女兒的笨蛋父親。後來被里昂復活。
維克多　聲優：飛田展男
上級惡魔族，670歲，稱號為「惡食」。魔王古斯塔夫麾下的四天王之一，同時兼任管家，也是莎拉的武術老師。後敗給了凱爾文，臨死前將莎拉託付給凱爾文。後來被里昂復活。
角色等級86，職業為「咒拳士」，稱號「奪取者」。

### 水國托勒傑
椿·藤原　聲優：伊藤靜
托勒傑的女王。對凱爾文一行十分喜愛，一有機會便試圖拉攏他們。
密斯特　聲優：佐久間レイ
冒險者公會托勒傑支部的會長，20年前是里昂的冒險者夥伴。

#### 盜賊集團「黑風」
克里斯托夫　聲優：真木駿一
集團的老大，假面在眼部。
卡爾娜　聲優：朝井彩加
集團的女幹部，凱爾文最先遇到的幹部，假面在左額。
霍普　聲優：森嶋秀太
集團的幹部。性格殘忍，喜歡女性的悲鳴，假面在眉部。
普莉斯菈　聲優：長妻樹里
集團的女幹部，假面在左半面部。
阿德　聲優：大泊貴揮
集團的幹部。穿著帽兜，假面在上半面部。

### 獸國高恩
萊因哈特·高恩　聲優：尾崎由香
獸國國王，S級冒險者。除了家人外沒人見過他的真實樣貌，喜歡幻化成各式各樣的女性。
在第一季動畫最後以精靈族小女孩的身體現身，並宣布凱爾文通過S級冒險者試煉，正式升級為S級冒險者之一。
內爾拉斯　聲優：興津和幸
精靈村的長老。
露米尔
是艾斐爾的母親。性格英勇果敢，因火龍王被某精靈(被吉魯多拉附身)侮辱而大肆屠村，自願把火龍王的怒火，全數發洩在自己身上並請火龍王放過其他人。
被火龍王帶走後之後不明原因身亡，遺體在精靈們從西大陸遷移至東大陸的途中發現。

### 神之使徒
為了復活前任轉生神艾蕾愛麗絲的集團，一度被黑女神的使徒利用與凱爾文一行敵對，後來與凱爾文達成和解。
愛麗絲．迪拉密利烏斯
神之使徒的第1柱，別名為「代行者」。前任轉生神艾蕾愛麗絲的代理。
賽爾修·布洛亞
神之使徒的第4柱，別名為「守護者」。前勇者。固有技能為「絕對福音」。曾經擊敗過前魔王古斯塔夫。
貝爾·巴力
神之使徒的第6柱，別名為「斷罪者」。惡魔族，真實身份是莎拉的妹妹。固有技能為「色調侵犯」。
艾絲特莉亞·古蘭維爾茲
神之使徒的第7柱，別名為「返魂者」。
尼特
神之使徒的第9柱，別名為「生還者」。固有技能為「歸死灰生」。

### 黑女神陣營
本作最大的反派，目的是毀滅世界。
黑玫璐（KuroMel）
本作最大黑幕。真正身分是玫璐妃娜代表憎恨一面情感的具體化的姿態。目的是毀滅世界。
最終失去了所有記憶，被凱爾文與玫璐妃娜收養。
薩基艾爾·奧馬·利塞亞（Sachiel Ohma Lizea）
黑玫璐的部下，原本是神之使徒第2柱，別名為「選定者」。固定技能為「前知天運」、「絕對共鳴」。前勇者，從數百年前被召喚到異世界。
吉魯多拉
毀滅傑拉爾故鄉的元兇。實際上是黑玫璐的部下，原本是神之使徒第3柱，別名為「創造者」。擁有固定技能【永劫回歸】(讓自己的靈魂能不斷地換宿他人身體)，個性比崔斯坦·法檡還要陰險惡劣。艾斐爾母親露米爾的死因疑似和他有關。
里昂（Rio）　聲優：大塚芳忠
表面上是靜謐街帕茲冒險者公會的會長，56歲，擁有A級鑑定術，第一次見面就看穿凱爾文是異世界人並且是召喚士，後與之達成交易，以清除魔物為條件不外洩他的身分。真名為里奧路特（Riord）。實際上是黑玫璐的部下，原本是神之使徒第5柱，別名為「解析者」。固定技能為「神眼」。但對凱爾文是否要暗殺保持中立的態度。
角色等級78，職業為「劍士」，稱號「解析者」。
崔斯坦·法澤（Tristan Fase）　聲優：石田彰
表面身份是軍國特萊申的混合魔獸團的將軍。實際上是黑玫璐的部下，原本是神之使徒第10柱，別名為「統率者」。個性陰險卑劣。

## 出版書籍

### 小說
| 集數 | 日文版副標題 | 中文版副標題 | OVERLAP        | OVERLAP                | 東立出版社     | 東立出版社             |
| 集數 | 日文版副標題 | 中文版副標題 | 發售日期       | ISBN                   | 發售日期       | ISBN                   |
| ---- | ------------ | ------------ | -------------- | ---------------------- | -------------- | ---------------------- |
| 1    |              | 被封印的惡魔 | 2016年6月25日  | ISBN 978-4-86554-117-5 | 2017年4月14日  | ISBN 978-986-486-076-0 |
| 2    |              | 虛僞的英雄   | 2016年9月25日  | ISBN 978-4-86554-157-1 | 2017年12月14日 | ISBN 978-957-965-209-4 |
| 3    |              | 魔獸大軍     | 2017年1月25日  | ISBN 978-4-86554-192-2 | 2019年2月14日  | ISBN 978-957-261-043-5 |
| 4    |              | 純潔冰姬     | 2017年5月25    | ISBN 978-4-86554-217-2 | 2020年2月10日  | ISBN 978-957-263-633-6 |
| 5    |              | 魔王甦醒     | 2017年8月25日  | ISBN 978-4-86554-251-6 | 2022年8月18日  | ISBN 978-957-269-910-2 |
| 6    |              |              | 2018年1月25日  | ISBN 978-4-86554-307-0 |                |                        |
| 7    |              |              | 2018年6月25日  | ISBN 978-4-86554-370-4 |                |                        |
| 8    |              |              | 2018年12月25日 | ISBN 978-4-86554-416-9 |                |                        |
| 9    |              |              | 2019年4月25日  | ISBN 978-4-86554-480-0 |                |                        |
| 10   |              |              | 2019年8月25日  | ISBN 978-4-86554-534-0 |                |                        |
| 11   |              |              | 2020年2月25日  | ISBN 978-4-86554-613-2 |                |                        |
| 12   |              |              | 2020年5月25日  | ISBN 978-4-86554-662-0 |                |                        |
| 13   |              |              | 2020年10月25日 | ISBN 978-4-86554-762-7 |                |                        |
| 14   |              |              | 2021年3月25日  | ISBN 978-4-86554-868-6 |                |                        |
| 15   |              |              | 2021年8月25日  | ISBN 978-4-86554-977-5 |                |                        |
| 16   |              |              | 2022年2月25日  | ISBN 978-4-8240-0110-8 |                |                        |
| 17   |              |              | 2022年6月25日  | ISBN 978-4-8240-0211-2 |                |                        |
| 18   |              |              | 2022年9月25日  | ISBN 978-4-8240-0294-5 |                |                        |
| 19   |              |              | 2023年4月25日  | ISBN 978-4-8240-0468-0 |                |                        |
| 20   |              |              | 2023年12月25日 | ISBN 978-4-8240-0684-4 |                |                        |
| 21   |              |              | 2024年12月25日 | ISBN 978-4-8240-1027-8 |                |                        |
| 22   |              |              | 2025年7月25日  | ISBN 978-4-8240-1255-5 |                |                        |

## 電視動畫
2022年2月17日，宣佈獲改編為將於2022年首播的電視動畫，動畫製作公司為SATELIGHT。3月26日，AnimeJapan 2022開展同日，宣佈動畫定於同年7月首播，並公開前導宣傳片。6月17日，宣佈首播日期是7月9日。

### 製作人員
- 原作：迷井豆腐[27]
- 原作插圖：黒銀（DIGS）、ダイエクスト[27]
- 漫畫：天羽銀（日语：天羽銀）[27]
- 導演、系列構成：平池芳正[27]
- 角色設計：大島美和[27]
- 子角色設計：大橋幸子
- 怪物道具設計：稻田航[27]
- 美術設定：加藤賢司（松木工作室）[27][28]
- 美術監督：古宮陽子（第1－4、6、9、10話）
- 色彩設計：鈴木依里[27]
- 攝影監督：内田奈津美[27]
- 編輯：松本秀治[27]
- CGI監督：後藤浩幸[27]
- CGI導演：中村玲菜[27]
- 音響監督：本山哲（日语：本山哲 (音響監督)）[27]
- 音響製作：武士道影業（日语：ブシロードムーブ）[27]
- 音樂：未知瑠（日语：未知瑠）、Yuria Miyazono[27]
- 音樂製作：FlyingDog[27]
- 音樂製作人：深水円、内田峻
- 製片人：許樹人、大下達也、中村考太郎、福田正夫（日语：福田正夫 (音楽プロデューサー)）、古屋沢彌、福島靖
- 動畫製作人：村元修身
- 動畫製作：SATELIGHT[27]
- 製作：黒の召喚士製作委員会[27]

### 主題曲
「頭ん中DEAD END」
片頭曲，主唱：レトベア（unknown Vo:10fu）。作詞、作曲、編曲：かいりきベア。
「Wherever」
片尾曲，主唱：鈴木實里。作詞、作曲：MALIYA，編曲：Island State Music。
9～12話使用由 MELRAW 編曲的「Wherever remix」。

### 集數列表
| 集數   | 日文標題 | 中文標題                   | 編劇       | 分鏡             | 演出     | 作畫監督                                                                                   | 總作畫監督                   | 首播日期 （2022年） |
| ------ | -------- | -------------------------- | ---------- | ---------------- | -------- | ------------------------------------------------------------------------------------------ | ---------------------------- | ------------------- |
| 第1話  |          | 失去記憶的轉生者           | 平池芳正   | 平池芳正         | 野崎真代 | 伊藤亞矢子、田中穰、松本弘、                                                               | 大島美和、田中穰             | 7月9日              |
| 第2話  |          | 黑靈騎士                   | 平池芳正   | Royden B、奥山潔 | 藤本義孝 | 櫻井拓郎、李少雷、幡野雄亮                                                                 | 大島美和、田中穰             | 7月16日             |
| 第3話  |          | 與公會的秘密協定和奴隸少女 | 平池芳正   | 平池芳正、森健   | 石山貴明 | STUDIO MASSKET                                                                             | 大島美和、                   | 7月23日             |
| 第4話  |          | 惡魔                       | 永井真吾   | 平池芳正         | 新井美穗 | 陳達理、飯飼一幸、松下純子                                                                 | 大島美和、田中穰             | 7月30日             |
| 第5話  |          | 魔王之女                   | 永井真吾   | 森健、奧山潔     | 飛田剛   | 相馬滿、吉川美貴、李少雷                                                                   | 大島美和、                   | 8月6日              |
| 第6話  |          | 米與盗賊與勇者             | 望月真里子 | 森健、平池芳正   | 古賀一臣 | 伊藤亞矢子、李少雷                                                                         | 大島美和、田中穰             | 8月13日             |
| 第7話  |          | 與勇者們的對戰             | 望月真里子 | 相馬滿           | 高田昌宏 | 普津澤時衛門、櫻井拓郎、松本弘、李少雷、伊藤亞矢子、山田真也、倉川英揚、滿若高代、吉川美貴 | 大島美和、水上ろんど、田中穰 | 8月20日             |
| 第8話  |          | 回歸帕斯與女神降臨         | 平池芳正   | 佐藤龍雄         | 神谷望夢 | 杭新華                                                                                     | 大島美和、田中穰             | 8月27日             |
| 第9話  |          | 勇者召喚                   | 望月真里子 | 森健             | 新井美穗 | 陳達理、飯飼一幸、EN.studio                                                                | 大島美和、                   | 9月3日              |
| 第10話 |          | 新的家庭                   | 望月真里子 | 森健             | 野崎真代 | 伊藤亞矢子、吉川美貴、李少雷                                                               | 大島美和、田中穰             | 9月10日             |
| 第11話 |          | S級昇格試驗                | 永井真吾   | 森健、奥山潔     | 高橋幸雄 | 武内啓、スタジオ・ミュウ、エバーグリーン、リバイバル、ワンオーダー                         | 大島美和、水上ろんど、田中穣 | 9月17日             |
| 第12話 |          | 另一個轉生者               | 永井真吾   | 森健、奥山潔     | 高島大輔 | 櫻井拓郎、本間充、松本弘、李少雷、大橋幸子                                                 | 大島美和、田中穣             | 9月24日             |

### 播映平台
| 播映地區         | 播映平台                                                                                  | 播映日期       | 播映時間              | 備註          |
| ---------------- | ----------------------------------------------------------------------------------------- | -------------- | --------------------- | ------------- |
| 亞洲、大洋洲     | Ani-One Asia YouTube頻道、Ani-One中文官方動畫YouTube頻道                                  | 2022年7月9日－ | 星期六 21:00（UTC+8） | [ 32 ] [ 33 ] |
| 中國大陸         | bilibili                                                                                  | 2022年7月9日－ | 星期六 21:00（UTC+8） | [ 34 ]        |
| 香港、澳門、台灣 | bilibili                                                                                  | 2022年7月9日－ | 星期六 21:00（UTC+8） | [ 35 ]        |
| 台灣             | 巴哈姆特動畫瘋、KKTV 、Hami Video、中華電信MOD friDay影音、 myVideo、LINE TV 、CATCHPLAY+ | 2022年7月9日－ | 星期六 21:00（UTC+8） | [ 36 ]        |

## 外部連結
- 成為小說家吧官方網站（日語）
- OVERLAP特設網站（日語）
- 漫畫連載網站33（日語）
- 電視動畫官方網站（日語）
- 黑之召喚士的X（前Twitter）（日語）